# Sóc bay má xám
Sóc bay má xám, tên khoa học Hylopetes lepidus, là một loài động vật có vú trong họ Sóc, bộ Gặm nhấm. Loài này được Horsfield mô tả năm 1822. Chúng được tìm thấy ở Indonesia, Malaysia, Thái Lan, và Việt Nam.